# Hédé-Bazouges
Hédé-Bazouges è un comune francese di 1.888 abitanti situato nel dipartimento dell'Ille-et-Vilaine nella regione della Bretagna.
Si è chiamata Hédé fino al 22 marzo 2011.
Il 1º gennaio 2008 parte del suo territorio si è distaccata formando il nuovo comune di Saint-Symphorien.
Con l'avvenuto distacco la popolazione, rispetto al censimento del 1999, è passata da 1.822 a 1.435 abitanti mentre la superficie è passata da 22,4 a 14,9 km².

## Società

### Evoluzione demografica
Abitanti censiti